# Bőrsárga korallgomba
A bőrsárga korallgomba (Phaeoclavulina flaccida) a Gomphaceae családba tartozó, Eurázsia és Észak-Amerika erdeiben honos, nem ehető gombafaj.

## Megjelenése
A bőrsárga korallgomba termőteste 3-7 cm magas és max. 4 cm széles, sűrűn elágazó, vékony, függőleges ágakkal. Színe egyenletesen sárgás, okkeres színű. A termőtéreg az ágak végén található. Húsa fehéres, kissé rugalmas, kálium-hidroxid hatására nem színeződik el. Íze kesernyés, szaga nem jellegzetes.  
Spórapora sárga. Inamiloid spórái ellipszis alakúak, tüskés szemölcsökkel díszítettek, méretük 6,5-8,5 x 3-5 µm. 
Tönkszerű alja gyengén fejlett, kb 1,5 cm magas és 0,4 cm átmérőjű; többnyire az avarban vagy a talajban rejtőzik. Tövét vékony, fehéres-sárgás micéliumzsinórok veszik körbe.

### Hasonló fajok
Hasonlít hozz a merev korallgomba, amely nyomásra barnul; valamint a fenyő-korallgomba, amely KOH hatására narancsvörösre színeződik.

## Elterjedése és termőhelye
Eurázsiában és Észak-Amerikában honos. Európában inkább a Mediterráneumban, az Ibériai-félszigeten gyakoribb. Magyarországon nem ritka.
Fenyő- és lomberdőben található meg, gyakran csoportosan. Augusztustól októberig terem.
Nem ehető.    